# Maria Pitillo
Maria Pitillo (8 de janeiro de 1965) é uma ex-atriz americana. Ela é conhecida por interpretar Audrey Timmonds em Godzilla (1998). Ela também teve um papel recorrente na clássica série de TV Providence .

## Vida pessoal
Pitillo nasceu em 8 de janeiro de 1965, em Elmira, Nova Iorque. Seus pais se divorciaram e seu pai mudou com Maria e suas irmãs, Lisa e Gina, para Mahwah, Nova Jersey. Ela estudou na Mahwah High School, e posteriormente, transferiu para a Northern Highlands Regional High School. Ela foi impedida de comparecer à cerimônia de formatura do ensino médio após uma altercação com seu professor de inglês.
Pitillo se casou com David R. Fortney em 2002 e mora em Ross, Califórnia. Ela é descendente de italianos e irlandeses.

## Carreira

### 1986–1992
Maria morava no subúrbio de Nova Jersey e trabalhava como balconista em uma loja de departamentos quando um amigo a convidou para fazer um teste para um comercial de TV. Seu primeiro trabalho foi um comercial do Pepto Bismol . Trabalhos comerciais subsequentes incluíram um anúncio para o BankBoston, York Peppermint Pattie, Kentucky Fried Chicken e Chic Jeans, entre outros. No outono de 1987, a ex-atriz foi escalada como Nancy Don (Lewis) na novela da ABC, Ryan's Hope, que durou até o fim da série em 1989.
Ela disse mais tarde que não considerou atuar como uma escolha de carreira séria até depois de Chaplin (1992). 

### Década de 1990

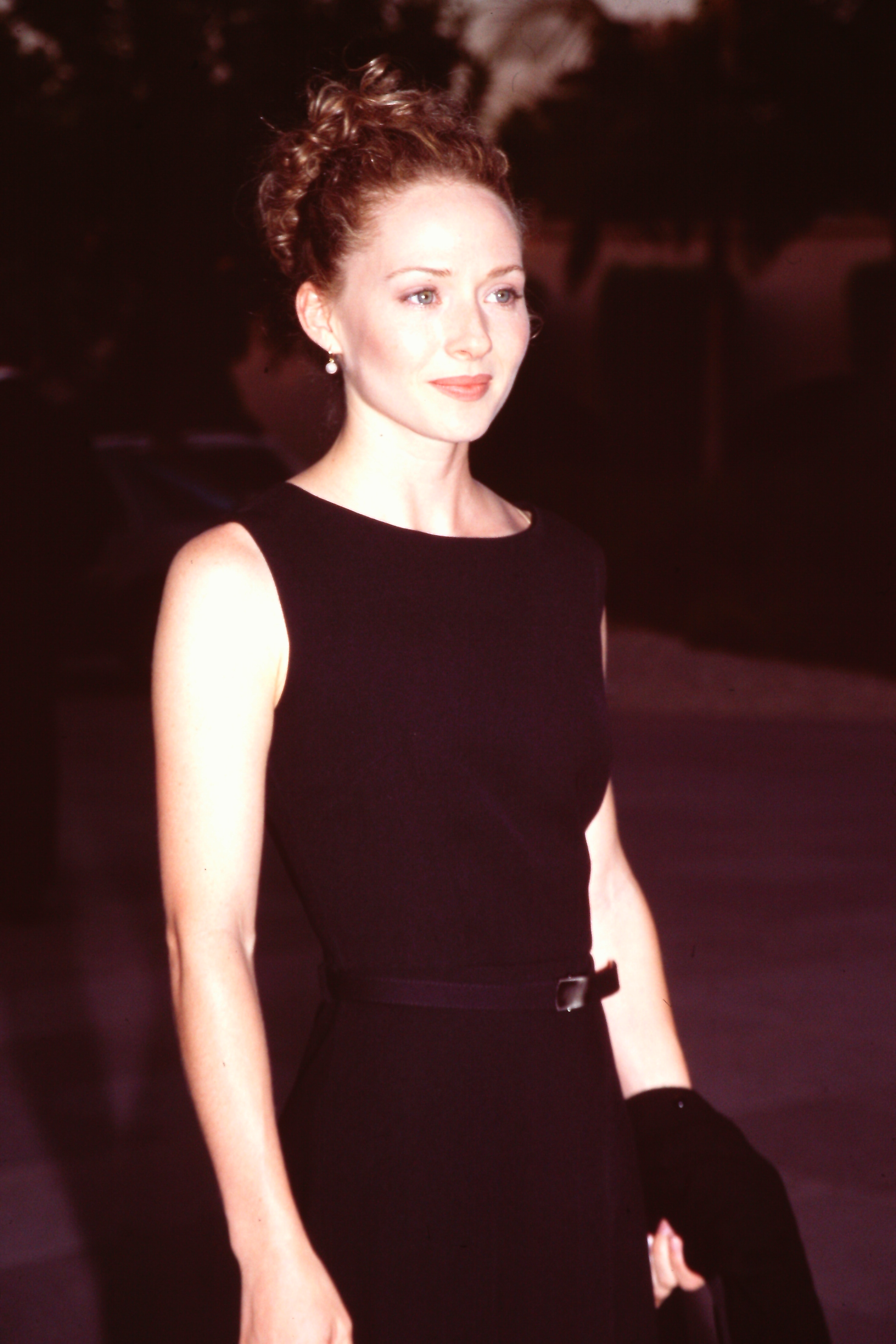
Maria em 1995

Após se mudar para Hollywood, seu trabalho consistiu principalmente em papéis em séries de drama (South of Sunset) e comédia. O avanço na carreira de Maria veio com a sitcom de 1995 da FOX, Partners. A comédia teve sucesso crítico para si mesma, bem como para as co-estrelas Jon Cryer e Tate Donovan.
No início de 1997, ao tentar adquirir uma participação no DreamWorks Studios, a NBC tentou alavancar Pitillo, assim como o diretor James Burrows, com um projeto intitulado Nearly Yours, do qual a atriz Parker Posey havia desistido. A DreamWorks e a NBC não conseguiram chegar a um acordo e o negócio fracassou.   A disputa entre a NBC e a DreamWorks deixou a rede com um buraco na programação e Pitillo sem um projeto de televisão durante todo o ano de 1997. Foi somente quando começaram as filmagens de Something To Believe In (1997) e Godzilla (maio de 1997) que ela voltou a trabalhar. A NBC continuou a procurar um projeto de televisão adequado para Pitillo e, com a contribuição de Littlefield,  desenvolveu o seriado House Rules, que foi ao ar como um substituto no meio da temporada em março de 1998. 

### Godzilla(1998)
Pitillo estrelou como Audrey Timmonds no filme Godzilla da TriStar Pictures, que estreou nos cinemas em 20 de maio de 1998. O filme e a atuação de Pitillo receberam criticas de fãs e críticos de cinema.
Em seu lançamento, o filme foi muito criticado pelos fãs de Godzilla em todo o mundo. Kenpachiro Satsuma, o ator que interpretou Godzilla na segunda série de filmes (1984–1995) saiu de uma exibição em Tóquio e disse aos repórteres que, "Não é Godzilla, não tem o espírito." 
Godzilla foi indicado em diversas categorias do prêmio Framboesa de Ouro, e a própria Pitillo ganhou o Framboesa de Ouro de Pior Atriz Coadjuvante em 1999. Pitillo é conhecida por ter comentado uma vez sobre seu papel em Godzilla:
"Este filme não foi escrito para renomadas atuações", diz Pitillo. Não coloco muita expectativa nisso. Não será como, 'Oh, Maria Pitillo é uma grande atriz.' Mas é uma oportunidade para as pessoas me verem." 

### Godzilla 2(1999)
Maria, Matthew Broderick e Jean Reno tinham contrato para um total de três filmes do Godzilla . A primeira parcela, tendo arrecadado US$ 379 milhões durante sua exibição nos cinemas, garantiu que uma sequência seria considerada. A Tri Star Pictures, que detinha os direitos da franquia, pediu à Centropolis que iniciasse o trabalho de pré-produção de uma sequência, provisoriamente intitulada Godzilla 2. No final, houve pouco interesse para o desenvolvimento da sequência e, consequentemente os direitos da franquia expirararam.

### Fim da carreira
Em 2000, Pitillo estrelou o filme independente Dirk & Betty e a comédia dramática After Sex, além de fazer participações especiais em vários outros programas de televisão. Seu último papel no cinema foi no filme feito para a TV O Segredo de Natal, estrelado por Richard Thomas e Beau Bridges . Foi ao ar originalmente na CBS e depois transmitido pela rede ABC Family como parte dos 25 Dias de Natal . Ela teve um papel recorrente em Providence (2001–2002) como Tina Calcatera, uma mãe divorciada e interesse amoroso de Robbie, interpretado por Seth Peterson, um papel que durou até o fim da série em 2002.

## Filmografia

### Filme
| Ano  | Título                  | Papel            | Notas                           |
| ---- | ----------------------- | ---------------- | ------------------------------- |
| 1986 | Wise Guys               | Massuese         |                                 |
| 1988 | Bright Lights, Big City | Pony Tail Girl   |                                 |
| 1988 | Spike of Bensonhurst    | Angel            |                                 |
| 1989 | She-Devil               | Olivia Honey     |                                 |
| 1990 | White Palace            | Janey            |                                 |
| 1992 | Chaplin                 | Mary Pickford    |                                 |
| 1993 | True Romance            | Kandi            |                                 |
| 1994 | I'll Do Anything        | Flight Attendant |                                 |
| 1994 | Natural Born Killers    | Deborah          |                                 |
| 1994 | Frank and Jesse         | Zee              |                                 |
| 1995 | Bye Bye Love            | Kim              |                                 |
| 1996 | Dear God                | Gloria McKinney  |                                 |
| 1998 | Something to Believe In | Maggie           |                                 |
| 1998 | Godzilla                | Audrey Timmonds  | Framboesa de ouro de pior atriz |
| 2007 | After Sex               | Vicki            |                                 |
| 2007 | Dirk & Betty            | Betty            |                                 |

### Televisão
| Ano       | Título                                       | Papel                    | Notas            |
| --------- | -------------------------------------------- | ------------------------ | ---------------- |
| 1987      | CBS Schoolbreak Special                      | Vickie                   |                  |
| 1989      | Ryan's Hope                                  | Nancy Don Lewis          | 5 episódios      |
| 1989      | Miami Vice                                   | Anna                     |                  |
| 1990      | The Lost Capone                              | Annie                    | Telefilme        |
| 1991      | Law & Order                                  | Angel Greer              |                  |
| 1991      | Saturday's                                   | Chelsea                  | Telefilme        |
| 1992      | Middle Ages                                  | Robin                    |                  |
| 1993      | Cooperstown                                  | Bridget                  | Telefilme        |
| 1993      | Mad About You                                | Mimi                     |                  |
| 1993      | South of Sunset                              | Gina Weston              | 7 episódios      |
| 1995      | Escape from Terror: The Teresa Stamper Story | Teresa Walden Stamper    | Telefilme        |
| 1995      | Between Love and Honor                       | Maria Caprefoli          | Telefilme        |
| 1995–1996 | Partners                                     | Alicia Sundergard        |                  |
| 1996      | Out of Order                                 | unknown role             |                  |
| 1998      | House Rules                                  | Casey Farrell            |                  |
| 1998      | In the Loop                                  | unknown role             |                  |
| 1999      | Ally McBeal                                  | Paula Hunt               |                  |
| 1999      | Early Edition                                | Rebecca Waters           |                  |
| 2000      | Will & Grace                                 | Paula                    |                  |
| 2000      | The Christmas Secret                         | Debbie McNeil            | Telefilme        |
| 2001–2002 | Providence                                   | Tina Calcatera           | Papel recorrente |
| 2003      | Friends                                      | Laura the adoption agent |                  |
| 2008      | Big Shot                                     | Valerie Cerritas         |                  |